# Júnio Prisciliano Máximo
Júnio Prisciliano Máximo (em latim: Iunius Priscillianus Maximus) foi um oficial romano do final do século III ou início do IV, ativo no reinado do imperador Diocleciano (r. 284–305). 

## Vida

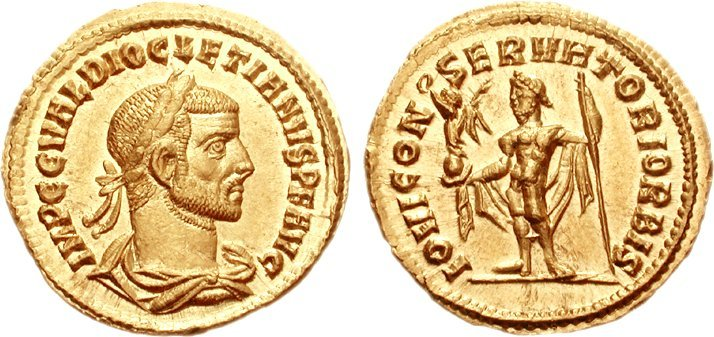
Áureo de Diocleciano r.

Máximo era senador e pagão e talvez filho de Marco Júnio Máximo. Sua carreira é conhecida a partir de inscrições, todas de Lavínio. Homem claríssimo, ocupou as posições de vatis primário, sobre a qual nada de sabe mas se pensa era um sacerdócio, pretor urbano, pontífice máximo, pontífice do Sol, patrono e curador de Laurento e Lavínio. A inscrição também indica que foi candidato ao ofício de questor e que foi nomeado como legado da província da Ásia, mas parece que nunca assumiu.